# Луї І
Луї І (фр. Louis I; 25 липня 1642, Княжий палац Монако — 3 січня 1701, Рим) — князь Монако з 1662 до 1701 року.
Луї Грімальді був старшим сином князя Монако Еркула і Марії Аврелії Спіноли.
Луї одружився з Катериною Шарлоттою де Грамон, донькою маршала Антуана III де Грамона, 30 березня 1660 року в По.
У них було шестеро дітей:
- Антуан Грімальді (1661—1731), його наступник.
- Марія Тереза Карлотта Грімальді (14 червня 1662—1738), черниця-візитандинка в Монако.
- Анна Іполит Грімальді (1667 — 23 липня 1700), (1696 вийшла заміж за Жак де Круссоль, герцог д'Узес (29 грудня 1675, Париж — 19 липня 1739, замок Юзес).
- Франсуа Оноре Грімальді (21 грудня 1669 — 18 лютого 1748, Париж), архієпископ Безансона
- Жанна Марія Грімальді, черниця-візитандинка в Монако, пізніше коад'ютриця абатства Рояльє біля Комп'єня.
- Аурелія Грімальді, звана мадемуазель де Бо.

У 1662 році Луї змінив свого діда Оноре II на посаді князя Монако. У 1666 році відзначився в Чотириденній битві між англійським і голландським флотами. 5 липня 1668 року він приніс присягу королю Франції Людовику XIV у парламенті як герцог Валентинуа та пер Франції. 31 грудня 1688 року він був нагороджений кавалером французьких королівських орденів.
У 1699 році Людовик XIV відправив Луї до Риму як надзвичайного посла. Там 19 грудня 1699 року він вручив знаки ордена Святого Духа Якубу Людвіку та Александеру, двом синам польського короля Яна III Собеського.
Луї залишився в Римі, де і помер 3 січня 1701 року. Його останки були перевезені до Монако, де поховані в соборі святого Миколая.

## Герб
Червоні ромби на білому тлі. Девіз роду Гарімальді: «Deo Juvante» (лат. З Божою поміччю).